# John Holland (basket-ball)
Pour les articles homonymes, voir John Holland et Holland.
John Holland, né le 6 novembre 1988 dans le Bronx, à New York, est un joueur américano-portoricain de basket-ball. Il évolue au poste d'arrière. Il est international portoricain.

## Biographie
En août 2011, il signe à Roanne, en France.
En juillet 2012, il participe à la Summer League avec le Thunder d'Oklahoma City. En août 2012, dans le viseur de Séville et de Gravelines-Dunkerque, il choisit de signer, comme annoncé, à Séville, en Liga ACB.
En juillet 2013, il participe à la Summer League avec les Timberwolves du Minnesota.
Le 29 octobre 2013, il est engagé en tant que pigiste médical, en France, à Gravelines-Dunkerque,. Comme annoncé en décembre, il est conservé jusqu'à la fin de la saison. Une bagarre éclate lors du match entre Gravelines et Paris le 14 décembre 2013. Holland écope de deux matchs de suspension dont un avec sursis de la part des instances de la Ligue nationale de basket-ball. Il signe ensuite en Turquie, au Besiktas  : ses statistiques en championnat turc sont de 11,7 points, 2,8 rebonds et 10,4 d'évaluation.
Au mois de juillet 2020, il s'engage avec l'UNICS Kazan pour une saison.

## Palmarès
- 4e du championnat des Amériques 2011
- Vainqueur de la Coupe d'Israël 2020